# Mali Šiljegovac
Mali Šiljegovac (en serbe cyrillique : Мали Шиљеговац) est un village de Serbie situé sur le territoire de la Ville de Kruševac, district de Rasina. Au recensement de 2011, il comptait 457 habitants.

## Démographie
| 1948 | 1953 | 1961 | 1971 | 1981 | 1991 | 2002 | 2011 |
| ---- | ---- | ---- | ---- | ---- | ---- | ---- | ---- |
| 825  | 848  | 824  | 818  | 812  | 730  | 657  | 457  |

|  |